# Sefanaia Naivalu
Sefanaia Naivalu (Levuka, 7 gennaio 1992) è un rugbista a 15 figiano internazionale per l'Australia, che gioca come tre quarti ala nello Stade français in Top 14.

## Biografia
Naivalu si trasferì in Australia nel 2014 ed iniziò a giocare nei Box Hills Broncos nel campionato regionale dello stato del Victoria, il Dewar Shield, nel quale giunse, nello stesso anno, alla finale poi persa e divenne il miglior marcatore di punti e di mete del torneo. Questi risultati lo portarono ad essere inserito nella rosa dei Melbourne Rising per la stagione inaugurale del National Rugby Championship, dove segnò cinque mete in cinque apparenze; l'ottimo inizio di stagione portò i Melbourne Rebels ad offrirgli, nel settembre 2014, un contratto biennale che Naivalu firmò e rinnovò, nel 2016, fino al termine della stagione 2019.
Dopo essere divenuto idoneo per l'Australia, Naivalu debuttò con la maglia dei Wallabies nella partita contro il Sudafrica valida per la penultima giornata del The Rugby Championship 2016. Successivamente giocò, nello stesso anno, l'ultima partita della Bledisloe Cup contro la Nuova Zelanda e gli incontri del tour europeo di fine anno degli australiani con Galles, Francia, Irlanda e Inghilterra.